# Кінгстон (округ Грін-Лейк, Вісконсин)
Кінгстон (англ. Kingston) — місто (англ. town) в США, в окрузі Ґрін-Лейк штату Вісконсин. Населення — 1079 осіб (2020).

## Демографія
Згідно з переписом 2010 року, у місті мешкали 1064 особи в 312 домогосподарствах у складі 242 родин. Було 363 помешкання
Расовий склад населення:
| - 98,9 % — білих - 0,3 % — корінних американців - 0,3 % — чорних або афроамериканців - 0,1 % — азіатів |

До двох чи більше рас належало 0,5 %. Частка іспаномовних становила 0,8 % від усіх жителів.
За віковим діапазоном населення розподілялося таким чином: 37,8 % — особи молодші 18 років, 50,0 % — особи у віці 18—64 років, 12,2 % — особи у віці 65 років та старші. Медіана віку мешканця становила 27,9 року. На 100 осіб жіночої статі у місті припадало 100,0 чоловіків;  на 100 жінок у віці від 18 років та старших — 101,8 чоловіків також старших 18 років.
Середній дохід на одне домашнє господарство  становив 62 319 доларів США (медіана — 53 362), а середній дохід на одну сім'ю — 65 226 доларів (медіана — 53 854). Медіана доходів становила 41 641 долар для чоловіків та 30 938 доларів для жінок. За межею бідності перебувало 15,3 % осіб, у тому числі 21,1 % дітей у віці до 18 років та 7,1 % осіб у віці 65 років та старших.
Цивільне працевлаштоване населення становило 375 осіб. Основні галузі зайнятості: виробництво — 22,7 %, сільське господарство, лісництво, риболовля — 18,7 %, освіта, охорона здоров'я та соціальна допомога — 13,9 %, будівництво — 13,1 %.